# Цибулівська сільська рада (Знам'янський район)
| Цибулівська сільська рада — колишній орган місцевого самоврядування у Знам'янському районі Кіровоградської області з адміністративним центром у с. Цибулеве. Сільській раді підпорядковані населені пункти: - с. Цибулеве |

## Склад ради
Рада складається з 14 депутатів та голови.

### Керівний склад ради
| ПІБ                         | Основні відомості                                                                                                | Дата обрання | Дата звільнення |
| --------------------------- | --- | ------------ | --------------- |
| Оврас Сергій Петрович       | Сільський голова, 1954 року народження, освіта, член Всеукраїнського об'єднання 'Батьківщина'                    | 26.03.2006   | 31.10.2010      |
| Оврас Сергій Петрович       | Сільський голова, 1954 року народження, освіта середня спеціальна, член Всеукраїнського об'єднання 'Батьківщина' | 31.10.2010   | 25.10.2015      |
| Таранець Людмила Миколаївна | Сільський голова, 1985 року народження, освіта вища, безпартійна                                                 | 25.10.2015   |                 |

Примітка: таблиця складена за даними джерела
05.02.1965 Указом Президії Верховної Ради Української РСР передано Цибулівську сільраду Олександрівського району до складу Знам'янського району.

## Населення
Згідно з переписом УРСР 1989 року чисельність наявного населення сільської ради становила 2071 особа, з яких 895 чоловіків та 1176 жінок.
За переписом населення України 2001 року в сільській раді мешкало 1813 осіб.

### Мова
Розподіл населення за рідною мовою за даними перепису 2001 року:
| Мова       | Відсоток |
| ---------- | -------- |
| українська | 95,62 %  |
| російська  | 2,79 %   |
| молдовська | 0,88 %   |
| вірменська | 0,38 %   |
| білоруська | 0,05 %   |
| інші       | 0,28 %   |